# وتزانو لیگوره
وتزانو لیگوره (به ایتالیایی: Vezzano Ligure) یک کومونه در ایتالیا است که در استان لا اسپتزیا واقع شده‌است. وتزانو لیگوره ۱۸٫۴ کیلومتر مربع مساحت و ۷٬۳۹۷ نفر جمعیت دارد و ۲۷۱ متر بالاتر از سطح دریا واقع شده‌است.